# Musée d'Art de Daejeon
Le musée d'Art de Daejeon (Hangul : 대전시립미술관 ; Hanja : 大田市立美術館 : Revised Romanization : Daejeon sirip misulgwan ; McCune–Reischauer : Taejŏn sirip misulkwan), également appelé Daejeon Metropolitan Museum of Arts, est un musée d'art situé près de Seo-gu, le parc d'exposition de Daejeon, Corée du Sud. Il a été inauguré le 15 avril 1998. La superficie du musée est de plus de 8 000 m2, celle du terrain qui l'entoure mesure presque 29 000 m2.
Le musée est axé sur la convergence de l'art et de la technologie.